# یجی
هوانگ یه جی (کره‌ای: 황예지؛ زادهٔ ۲۶ مه ۲۰۰۰) که با نام یجی (انگلیسی: Yeji) شناخته می‌شود، خواننده، رقصنده و رپر اهل کره جنوبی است. او یکی از اعضا و لیدر گروه دخترانه کره‌ای ایتزی است که در سال ۲۰۱۹ توسط جی‌وای‌پی انترتینمنت تشکیل شد. او نخستین بار به خاطر حضور در برنامه رقابتی د فن شناخته شد.

## اوایل زندگی
یجی زادهٔ ۲۶ مه ۲۰۰۰ در سئول، کره جنوبی است اما در جنوب غربی شهر جونجو بزرگ شد. او رقص را از کلاس پنجم آغاز کرد و زمانیکه کلاس هشتم بود «به صورت جدی‌تر» آن را فرا گرفت.

## حرفه

### ۲۰۱۵–۲۰۱۸: پیش از آغاز فعالیت
در دسامبر ۲۰۱۵، یجی در ادیشن جی‌وای‌پی انترتینمنت با آهنگی از سال ۲۰۱۵ جسی به نام «ssenunni» شرکت کرد. او در نهایت در همان سال به این کمپانی پیوست. سپس در سال ۲۰۱۷، او در برنامه استری کیدز به همراه دیگر اعضای گروه، چه‌ریونگ، ریوجین و یونا حضور پیدا کرد. پس از پیوستن یجی به برنامه د فن در سال ۲۰۱۸، جونهو از گروه توپی‌ام او را با عنوان «سلاح مخفی جی‌وای‌پی» توصیف کرد و نامش در بالای موتور جستجوی کره جنوبی، ناور قرار گرفت. یجی سه سال به عنوان کارآموز بود، پیش از اینکه در سال ۲۰۱۹ به همراه گروه ایتزی فعالیتش را آغاز کند.

### ۲۰۱۹–اکنون: آغاز فعالیت با ایتزی
در ۱۲ فوریه ۲۰۱۹، یجی به عنوان یکی از اعضای گروه ایتزی فعالیتش را آغاز کرد. این گروه با انتشار آلبوم تک‌آهنگ It'z Different آغاز به کار کرد.